# 折巴乡
折巴乡（藏語：ཀྲེ་པ་），是中华人民共和国西藏自治区日喀则市吉隆县下辖的一个乡镇级行政单位。

## 行政区划
折巴乡下辖以下地区：
达木村、桑旦林村、麦玛村、恰门巴村、芒杂村和洛麦村。